# Drifter's Escape
 (février 2022).
La mise en forme du texte ne suit pas les recommandations de Wikipédia : il faut le « wikifier ».
Les points d'amélioration suivants sont les cas les plus fréquents :
- Les titres sont pré-formatés par le logiciel. Ils ne sont ni en capitales, ni en gras.
- Le texte ne doit pas être écrit en capitales (les noms de famille non plus), ni en gras, ni en italique, ni en « petit »…
- Le gras n'est utilisé que pour surligner le titre de l'article dans l'introduction, une seule fois.
- L'italique est rarement utilisé : mots en langue étrangère, titres d'œuvres, noms de bateaux, etc.
- Les citations ne sont pas en italique mais en corps de texte normal. Elles sont entourées par des guillemets français : « et ».
- Les listes à puces sont à éviter, des paragraphes rédigés étant largement préférés. Les tableaux sont à réserver à la présentation de données structurées (résultats, etc.).
- Les appels de note de bas de page (petits chiffres en exposant, introduits par l'outil «  Source ») sont à placer entre la fin de phrase et le point final[comme ça].
- Les liens internes (vers d'autres articles de Wikipédia) sont à choisir avec parcimonie. Créez des liens vers des articles approfondissant le sujet. Les termes génériques sans rapport avec le sujet sont à éviter, ainsi que les répétitions de liens vers un même terme.
- Les liens externes sont à placer uniquement dans une section « Liens externes », à la fin de l'article. Ces liens sont à choisir avec parcimonie suivant les règles définies. Si un lien sert de source à l'article, son insertion dans le texte est à faire par les notes de bas de page.
- La présentation des références doit suivre les conventions bibliographiques. Il est recommandé d'utiliser les modèles {{Ouvrage}}, {{Chapitre}}, {{Article}}, {{Lien web}} et/ou {{Bibliographie}}. Le mode d'édition visuel peut mettre en forme automatiquement les références.
- Insérer une infobox (cadre d'informations à droite) n'est pas obligatoire pour parachever la mise en page.

Pour une aide détaillée, merci de consulter Aide:Wikification.
Si vous pensez que ces points ont été résolus, vous pouvez retirer ce bandeau et améliorer la mise en forme d'un autre article.
Singles de Bob Dylan
Leopard-Skin Pill-Box Hat
(1967) Lay Lady Lay
(1969)
Pistes de John Wesley Harding
The Ballad of Frankie Lee and Judas Priest
(5) Dear Landlord
(7)
Drifter's Escape est une chanson écrite par Bob Dylan qu'il a enregistrée pour son album John Wesley Harding paru fin 1967. Columbia Records l'a sorti en single aux États-Unis et au Royaume-Uni en 1969 en tant que face B de I Threw It All Away. La chanson a été enregistrée en quatre prises le 17 octobre 1967. CBS Records International a également publié la chanson en single avec la chanson John Wesley Harding sur certains marchés.

## Analyse des paroles
Dylan a écrit Drifter's Escape dans un train à New York alors qu'il se rendait à la première session de l'album de John Wesley Harding. Les paroles fournissent un récit Kafka-esque dans lequel un étranger est opprimé par la société, mais pas vaincu,,. Le protagoniste est jugé sans savoir quelles sont les charges retenues contre lui,. Le juge est sympathique, mais impuissant. Le jury déclare le protagoniste coupable, mais il est sauvé grâce à une intervention divine lorsque le palais de justice est frappé par la foudre. Le protagoniste parvient à s'échapper alors que ses persécuteurs tombent à genoux en prière,. Dylan laisse l'orientation du protagoniste et du deus ex machina ambiguë. Le protagoniste pourrait être un prophète libéré par Dieu,,, ou il pourrait être un faux prophète libéré par le diable,.
Plusieurs spécialistes ont souligné des parallèles entre l'histoire de la chanson et les propres expériences de Dylan au moment où il a écrit la chanson. Le vagabond ne comprend pas les accusations portées contre lui, tout comme Dylan n'a pas compris les critiques qu'il a reçues pour être passé de la musique folk à la musique rock. Le jury "en a réclamé plus", tout comme les fans de Dylan qui ont suivi son chemin vers la musique rock sont devenus plus oppressants. Et l'éclair qui permet au vagabond de s'échapper pourrait être une métaphore de "l'accident de moto" subi par Dylan en 1966,,. Un autre thème qui ressort de la chanson est la haine de Dylan pour la violence de la foule.
Le biographe Clinton Heylin a noté qu'en écrivant "Drifter's Escape", Dylan a trouvé un nouveau style économique qui lui a permis de raconter une histoire en cinq actes en seulement trois vers. Il a ensuite écrit d'autres chansons de la même manière, ce qui a constitué l'essentiel de l'album John Wesley Harding.

## Performances en concert
Bob Dylan n'a pas joué Drifter's Escape en concert pendant près de 25 ans après son écriture et sa sortie,. Il l'a jouée pour la première fois en direct dans l'Oregon le 30 avril 1992, un jour après le verdict de Rodney King. Il l'a chanté à nouveau quatre jours plus tard à San Francisco, à quel point les lignes "Le procès était assez mauvais/Mais c'était dix fois pire" avaient une résonance particulière avec ceux qui considéraient ce verdict injuste. Depuis lors, Dylan a interprété la chanson occasionnellement sur le Never Ending Tour. En 1992, il utilise deux arrangements différents en concert : l'un similaire à l'arrangement de John Wesley Harding et l'autre influencé par la version de Jimi Hendrix. Il l'a également interprété en ouverture du spectacle dans plusieurs concerts de 1995. Il est revenu à son set live en 2001, cette fois dans une performance énergique conduite par la "voix infléchie par la paranoïa" de Dylan.

## Reprises
Drifter's Escape a été enregistré par plusieurs autres artistes, dont Joan Baez et Jimi Hendrix,. Baez a repris la chanson en 1968 sur son album Any Day Now,. George Thorogood a enregistré la chanson pour son album de 2006 The Hard Stuff.
La version de Jimi Hendrix a été enregistrée en 1970 dans son nouveau studio Electric Lady avant sa mort. La piste de base est enregistrée le 17 juin 1970 après trois prises, puis des ajouts de nouvelles parties de guitares et le chant les 19 et 20 juillet avant son mixage le 22 août 1970 avec l'ingénieur du son Eddie Kramer. Cette reprise apparait pour la première fois dans l'album posthume Loose Ends en 1974, puis dans une version avec un mixage différent au niveau des guitares principalement dans South Saturn Delta en 1997,,. L'auteur David Stubbs a noté que Hendrix n'a pas transformé cette chanson comme il l'a fait avec All Along the Watchtower, mais que la guitare d'Hendrix fournit "un chœur d'amen et d'alléluia tout au long de la chanson",.